# Gold Butte
Gold Butte, Nevada é uma cidade fantasma no condado de Clark, estado do Nevada, nos Estados Unidos. Foi descoberto ouro na sua área em 1905 , o crescimento foi súbito e foi fundada uma cidade 1908, nesse mesmo ano  Gold Butte possuía uma estação de correios e até um hotel. As minas estiveram ativas entre 1905 e 1910. Na atualidade permanecem no local um par de fundações, duas sepulturas e vários poços da velha mina.
O  Gold Butte Mining District inclui o território sul de Gold Butte situado entre a linha do estado entre Nevada e o Arizona para leste do  Virgin River (agora  Lago Mead)  para o oeste. A atividade mineira começou na década de 1880. A produção total do distrito mineiro foi de cerca 75.000 dólares. Há ainda prospecção em pequena escala de ouro, mica, magnesite, cobre e zinco. 
Gold Butte fica dentro da Gold Butte National Conservation Area. The BLM's Jumbo Springs Wilderness  fica  a sul de Gold Butte.